# アフガニスタンの仏像は破壊されたのではない恥辱のあまり崩れ落ちたのだ
『アフガニスタンの仏像は破壊されたのではない恥辱のあまり崩れ落ちたのだ』（アフガニスタンのぶつぞうははかいされたのではないちじょくのあまりくずれおちたのだ、ペルシア語: 『 بودا در افغانستان تخریب نشد، از شرم فرو ریخت 』）は、日本語で翻訳出版された書籍。モフセン・マフマルバフのスピーチ、レポート、書簡の翻訳集である。
題名は、モフセン・マフマルバフによる同名のレポートから。
「アフガニスタンの仏像」は、バーミヤーンにある石窟寺院の仏陀の像（バーミヤン渓谷の文化的景観と古代遺跡群）である。

## 概要

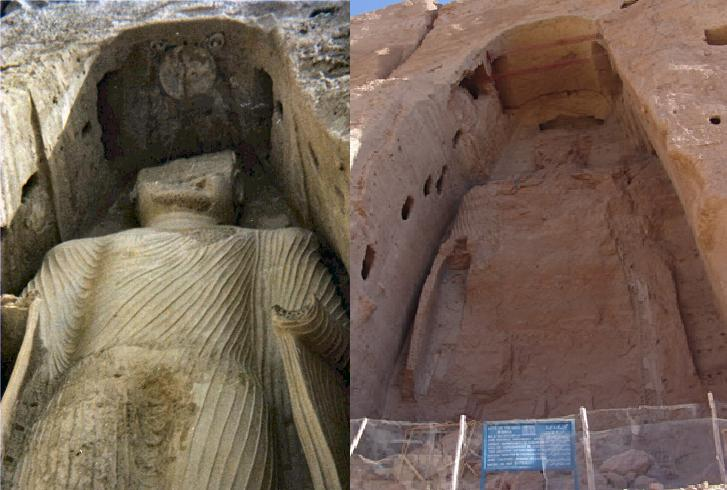
消失前後のバーミヤーンの石仏

モフセン・マフマルバフ監督映画『カンダハール』の日本公開に合わせ、2001年5月、映画配給会社のオフィスサンマルサンにより出版は企画された。同社は、ムヴィオラ代表の武井みゆきに翻訳を依頼した。
アフガニスタンに関するマフマルバフのレポートの英訳版『The Buddha Was Not Demolished in Afghanistan, It Collapsed Out of Shame』から武井みゆきが翻訳し、イスラーム研究者の渡部良子がペルシア語と照合した。
英訳本の他、マフマルバフ・フィルム・ハウスの公式サイトを参照して、映画『カンダハール』によるフェリーニメダル受賞記念のマフマルバフのスピーチと、ハータミー大統領宛ての公開書簡とともに、翻訳、作成が進められた。
2001年9月11日アメリカ同時多発テロ事件が発生する中、翻訳が急がれ、現代企画室は緊急出版を敢行した。

## 内容
| 章 | 節                                                     |
| --- | ------------------------------------------------------ |
| ساخت مدرسه فليني در قندهار Building the Fellini School in Kandahar 神にさえ見放されたアフガニスタン ユネスコ≪フェデリコ・フェリーニ≫メダル受賞記念スピーチ 2001年10月3日                                                                            |                                                        |
| بودا در افغانستان تخریب نشد، از شرم فرو ریخت The Buddha Was Not Demolished in Afghanistan, It Collapsed Out of Shame アフガニスタンの仏像は破壊されたのではない 恥辱のあまり崩れ落ちたのだ 2001年3月（イラン暦1380年1月）                           | 世界の心の中のアフガニスタン                           |
| بودا در افغانستان تخریب نشد، از شرم فرو ریخت The Buddha Was Not Demolished in Afghanistan, It Collapsed Out of Shame アフガニスタンの仏像は破壊されたのではない 恥辱のあまり崩れ落ちたのだ 2001年3月（イラン暦1380年1月）                           | イランの人びとの心の中にあるアフガニスタン             |
| بودا در افغانستان تخریب نشد، از شرم فرو ریخت The Buddha Was Not Demolished in Afghanistan, It Collapsed Out of Shame アフガニスタンの仏像は破壊されたのではない 恥辱のあまり崩れ落ちたのだ 2001年3月（イラン暦1380年1月）                           | 国際社会はアフガニスタンにどのような態度をとっているか |
| بودا در افغانستان تخریب نشد، از شرم فرو ریخت The Buddha Was Not Demolished in Afghanistan, It Collapsed Out of Shame アフガニスタンの仏像は破壊されたのではない 恥辱のあまり崩れ落ちたのだ 2001年3月（イラン暦1380年1月）                           | 統計が語るアフガニスタンの悲劇                         |
| بودا در افغانستان تخریب نشد، از شرم فرو ریخت The Buddha Was Not Demolished in Afghanistan, It Collapsed Out of Shame アフガニスタンの仏像は破壊されたのではない 恥辱のあまり崩れ落ちたのだ 2001年3月（イラン暦1380年1月）                           | アフガニスタン、映像（イメージ）のない国               |
| بودا در افغانستان تخریب نشد، از شرم فرو ریخت The Buddha Was Not Demolished in Afghanistan, It Collapsed Out of Shame アフガニスタンの仏像は破壊されたのではない 恥辱のあまり崩れ落ちたのだ 2001年3月（イラン暦1380年1月）                           | 映像（イメージ）のない国の歴史像（イメージ）           |
| بودا در افغانستان تخریب نشد، از شرم فرو ریخت The Buddha Was Not Demolished in Afghanistan, It Collapsed Out of Shame アフガニスタンの仏像は破壊されたのではない 恥辱のあまり崩れ落ちたのだ 2001年3月（イラン暦1380年1月）                           | なぜアフガン社会の30%がアフガニスタンから移住したのか  |
| بودا در افغانستان تخریب نشد، از شرم فرو ریخت The Buddha Was Not Demolished in Afghanistan, It Collapsed Out of Shame アフガニスタンの仏像は破壊されたのではない 恥辱のあまり崩れ落ちたのだ 2001年3月（イラン暦1380年1月）                           | アフガニスタンの文化には近代主義に対する抗体がある     |
| بودا در افغانستان تخریب نشد، از شرم فرو ریخت The Buddha Was Not Demolished in Afghanistan, It Collapsed Out of Shame アフガニスタンの仏像は破壊されたのではない 恥辱のあまり崩れ落ちたのだ 2001年3月（イラン暦1380年1月）                           | アフガニスタンの地理的状況とその経済的影響             |
| بودا در افغانستان تخریب نشد، از شرم فرو ریخت The Buddha Was Not Demolished in Afghanistan, It Collapsed Out of Shame アフガニスタンの仏像は破壊されたのではない 恥辱のあまり崩れ落ちたのだ 2001年3月（イラン暦1380年1月）                           | 世界の麻薬市場、そしてアフガニスタンの麻薬生産との関係 |
| بودا در افغانستان تخریب نشد، از شرم فرو ریخت The Buddha Was Not Demolished in Afghanistan, It Collapsed Out of Shame アフガニスタンの仏像は破壊されたのではない 恥辱のあまり崩れ落ちたのだ 2001年3月（イラン暦1380年1月）                           | 移民は何をもたらすか                                   |
| بودا در افغانستان تخریب نشد، از شرم فرو ریخت The Buddha Was Not Demolished in Afghanistan, It Collapsed Out of Shame アフガニスタンの仏像は破壊されたのではない 恥辱のあまり崩れ落ちたのだ 2001年3月（イラン暦1380年1月）                           | ターリバーンとは何者なのか                             |
| بودا در افغانستان تخریب نشد، از شرم فرو ریخت The Buddha Was Not Demolished in Afghanistan, It Collapsed Out of Shame アフガニスタンの仏像は破壊されたのではない 恥辱のあまり崩れ落ちたのだ 2001年3月（イラン暦1380年1月）                           | オマル師とは何者なのか                                 |
| بودا در افغانستان تخریب نشد، از شرم فرو ریخت The Buddha Was Not Demolished in Afghanistan, It Collapsed Out of Shame アフガニスタンの仏像は破壊されたのではない 恥辱のあまり崩れ落ちたのだ 2001年3月（イラン暦1380年1月）                           | アフガニスタンにおける国際組織の役割                   |
| بودا در افغانستان تخریب نشد، از شرم فرو ریخت The Buddha Was Not Demolished in Afghanistan, It Collapsed Out of Shame アフガニスタンの仏像は破壊されたのではない 恥辱のあまり崩れ落ちたのだ 2001年3月（イラン暦1380年1月）                           | アフガン女性、世界でもっとも拘束されている女性         |
| بودا در افغانستان تخریب نشد، از شرم فرو ریخت The Buddha Was Not Demolished in Afghanistan, It Collapsed Out of Shame アフガニスタンの仏像は破壊されたのではない 恥辱のあまり崩れ落ちたのだ 2001年3月（イラン暦1380年1月）                           | アフガン人の暴力性                                     |
| بودا در افغانستان تخریب نشد، از شرم فرو ریخت The Buddha Was Not Demolished in Afghanistan, It Collapsed Out of Shame アフガニスタンの仏像は破壊されたのではない 恥辱のあまり崩れ落ちたのだ 2001年3月（イラン暦1380年1月）                           | アフガニスタン戦争に終わりは来るのか?                  |
| بودا در افغانستان تخریب نشد، از شرم فرو ریخت The Buddha Was Not Demolished in Afghanistan, It Collapsed Out of Shame アフガニスタンの仏像は破壊されたのではない 恥辱のあまり崩れ落ちたのだ 2001年3月（イラン暦1380年1月）                           | 雇用危機の解決                                         |
| نامه محسن مخملباف به آقاي خاتمي (رئيس جمهور ايران) دربارة عواقب دهشتناك بيرون راندن مهاجرين افغان از ايران A Letter from Mohsen Makhmalbaf to President Khatami アフガニスタンからの客人の追放に反対する ハータミー大統領への公開書簡 2001年6月16日 | 親愛なるハータミー様                                   |
| アフガニスタン略年表 - 作成: 大矢敏（オフィスサンマルサン） & 渡部良子 |                                                        |
| 著者略歴 | モフセン・マフマルバフ Mohsen Makhmalbaf               |
| 著者略歴 | 映画作品リスト                                         |
| 著者略歴 | 書籍リスト                                             |
| 映画『カンダハール』解説 - 作成: 大矢敏 |                                                        |
| 訳者あとがき | 武井みゆき                                             |
| 訳者あとがき | 渡部良子                                               |

## 翻訳者
- 武井みゆき

宣伝・映画配給会社ムヴィオラ代表。モフセン・マフマルバフの映画上映のほか、ウカマウ集団の映画全作品の上映を手掛ける。
「（アフガニスタンに対する）『世界の無知』を伝え」「世界を理性の側に踏みとどめる」として本書へ情熱を傾ける。
- 渡部良子

1997年から1998年、テヘラン大学に留学し、文学部歴史学科博士課程に学ぶ。東京大学大学院人文社会系研究科の博士課程に在学中、前近代イラン・イスラーム史を専攻。東京外国語大学アジア・アフリカ言語文化研究所の非常勤研究員として、中東イスラーム研究教育プロジェクトに参加する。ほか、上智大学非常勤講師など。
本書では、マフマルバフのレポートに同意できない部分もあるとし、例として、マフマルバフによる部族文化批判やブルカ否定、欧米寄りな視点などを挙げる。映像作家としての感性は評価している。